# Familia Wass
Familia Wass a fost o familie nobiliară din Transilvania, cu domeniul principal la Țaga. Familia este una dintre cele mai vechi familii transilvănene, originile sale pornind din vremea lui Árpád. A primit rangul de conți de la împărăteasa Maria Terezia a Austriei.
Între membrii familiei se numără:
- Béla Wass (n. 1853), înalt funcționar al regatului Austro-ungar
- Albert Wass (1908-1998), scriitor

## Istoric
Familia Wass a devenit proprietara domeniului Țaga, ca urmare a căsătoriei dintre Vid Wass (1414-1454) și Marta Fejes, având 10 ramuri de descendenți. Ei au ridicat 2 castele la Țaga (dintre care s-a păstrat doar castelul mic) și unul la Sucutard.
Gheorghe Wass, fiul lui Ioan Wass junior, a fost primul membru al familiei care a consolidat averea imobiliară a familiei Wass, el fiind înmormântat în 1594 pe domeniul castelului mic. Castelul Mare de la Țaga a fost ridicat de către Gheorghe Wass (1658-1705), fiul lui Laszlo si Anna Teleki. Acest castel a fost distrus complet după cel de-al doilea război mondial.
În anul 1769 Wass Adam a construit castelul mic, care se păstrează și astăzi. Castelul aparține stilului baroc transilvănian și a fost inițial compus din:
- Castelul propriu-zis (construcție cu parter și subsol, acoperiș mansardat și portic la intrare);
- Două pavilioane frontale, cu plan pătrat (distruse);
- Rămășițele unui zid în formă de potcoavă, ornamentat cu coloane;
- Pavilion-bibliotecă, în stil baroc, cu colonadă (distrus).

În decursul anilor s-au facut adăugiri la fațada posterioară. Pe tavanul fostei cantine a Intreprinderii Agricole de Stat s-a aflat o pictură (actualmente acoperită cu tencuială).
Samuel Wass (1754-1812) a consolidat castelul mic de la Țaga, amplasând și două fântâni arteziene în curtea acestuia. Castelul a devenit apoi proprietatea lui Adam Wass (1821-1893) care a dispus de două ori repararea sa (în 1848, respectiv 1875). Adam a contribuit esențial și la reamenajarea drumurilor din zonă, promovând un proiect de placare a adrumurilor cu lemn .
După moartea lui Gheorghe Wass (1878-1925) și Oliver Wass (1855-1932) castelul devine proprietatea lui Albert Wass (1908-1998), fiu al lui Endre Wass (1886–1975) și nepotul lui Béla Wass (n. 1853).
În 1946 Albert a fost condamnat la moarte de tribunalul Poporului Cluj, împreună cu tatăl său pentru uciderea mai multor civili în septembrie 1940, castelul intrând în proprietatea statului. Ulterior castelul a îndeplinit (printre altele) funcția de sediu al I.A.S. și locuință.